# Hope You Like It
Hope You Like It è l'album di esordio del gruppo britannico Geordie, pubblicato nel 1973 dall'etichetta Red Bus. I Geordie sono il gruppo in cui ha militato, negli anni settanta, Brian Johnson, attuale cantante degli AC/DC. L'album è stato ristampato su CD nel 1990 dall'etichetta Repertoire della Germania Occidentale: in quest'occasione, sono state aggiunte 4 canzoni bonus.

## Tracce
1. "Keep on Rocking" (Malcolm) - 3:18
2. "Give You Till Monday" (Malcolm) - 3:59
3. "Hope You Like It" (Malcolm) - 3:39
4. "Don't Do That" (Malcolm) - 3:00
5. "All Because of You" (Malcolm) - 2:49
6. "Old Time Rocker" (Malcolm)- 3:23
7. "Oh Lord" (Malcolm)- 5:08
8. "Natural Born Loser" (Malcolm) - 4:14
9. "Strange Man" (Malcolm) - 3:29
10. "Ain't It Just Like a Woman" (Malcolm) - 3:55
11. "Geordie's Lost His Liggie" (brano tradizionale britannico, riarrangiato dai Geordie) - 3:38

### Tracce Bonus versione 1990
1. "Can You Do It" (Malcolm) - 3:14
2. "Electric Lady" (Malcolm) - 2:59
3. "Geordie Stomp" (Malcolm - Johnson) - 2:44
4. "Black Cat Woman" (Malcolm) - 3:19

## Formazione
- Brian Johnson (voce)
- Vic Malcolm (chitarra)
- Tom Hill (basso)
- Brian Gibson (batteria)